# Aelurillus minutus
Aelurillus minutus är en spindelart som beskrevs av Galina N. Azarkina 2002. Aelurillus minutus ingår i släktet Aelurillus och familjen hoppspindlar. Inga underarter finns listade i Catalogue of Life.